# ФК Балтика (Калининград)
ФК „Балтика“ (Калининград) (на руски: ФК Балтика Калининград) е руски футболен клуб от град Калининград. Основан е през 1954 г. под името Пишчевик Калининград, цветовете на отбора са син и бял.

## История
Основан е на 22 декември 1954 г. като Пишчевик Калининград. Преименува се на Балтика през 1958 г. Включва се в първенството на СССР през 1957 г. като играе в категория Б (1957 – 1965), категория А (1966 – 1970) и втора дивизия (1971 – 1991). Най-големия успех на отбора е през 1984 г., когато печели регионалното първенство.
Възходът на Балтика започва през 1992 г., когато начело на отбора застава Корней Шперлинг. Отборът влиза във втора дивизия и печели промоция за първа лига. След 4-то място през 1993 г. и 3-то през 1994 г. Балтика печели Първа лига през 1995 г. с убедителна преднина пред съперниците. Под ръководството на украинеца Леонид Ткаченко Балтика записва най-доброто си класиране като завършва на 7-о място във висшата дивизия. Удържани са престижни победи над отбори като Алания Владикавказ и Спартак Москва. През 1998 г. Балтика участва в турнира Интертото, което е и единственото евроучастие на калининградчани. Те достигат трети кръг, където отпадат от Войводина (Нови Сад).
След три сезона в елита, отбора изпада през 1998 г. В началото на новия сезон за треньор е назначен Владимир Дергач. Отборът е начело на класирането през първия полусезон, но завършва едва на 5 позиция. През 2001 г. изпадат във Втора дивизия, но веднага печелят промоция. Балтика се утвърждава като средняк във втория ешелон на руския футбол. През сезон 2011/12 Балтика завършва на 15 място, с равни точки с 16-ия ФК Газовик (Оренбург). В следващия сезон отборът играе много по-силно и има шансове за плейофи, но завършва на пета позиция.

## Фенове
Първата фен-групировка на отбора е „Балтика Кьонисберг“. За пръв път за тях се чува през 1986 г., когато фен на ЦСКА Москва вижда техен стикер с футболна топка и свастика в нея. Предполага се, че движението се е разпаднало в началото на 90-те години. В периода 1996 – 1997 неколцина верни привърженици пътуват с отбора при гостуванията им. В края на 1997 г. те стават и основоположници на Кьониг Легион – най-известният фен-клуб на Балтика. „Легионът“ съществува от 1 ноември 1997 г., когато са издигнати първите банери, до 2004 г. През 1998 г. е издадено и първото фен-списание на Кьониг Легион „Fan’s Events From König“. По-активни привърженици са организациите „Гномы“ и „Psycholads“.

## Успехи
Купа на Русия
- Финалист (1): 2023/24
- Победител в Руска Първа Дивизия – 1995
- Победител в Руска Втора Дивизия, запад – 2002, 2005
- Победител в зоналните турнири на Вторите дивизии на СССР/Русия – 1984, 1992
- Трети кръг в Интертото – 1998

## Участия в европейските клубни турнири
| Сезон | Турнир    | Кръг       | Клуб            | Домакинство | Гостуване | Общ резултат |
| ----- | --------- | ---------- | --------------- | ----------- | --------- | ------------ |
| 1998  | Интертото | Първи кръг | Спартак (Варна) | 4 – 0       | 1 – 1     | 5 – 1        |
|       |           | Втори кръг | Озета Дукла     | 0 – 0       | 1 – 0     | 1 – 0        |
|       |           | Трети кръг | Войводина       | 1 – 0       | 1 – 4     | 2 – 4        |

## Известни играчи
- Павел Погребняк
- Елдар Низамудинов
- Андрей Федков
- Максим Шацких
- Олег Сергеев
- Ансар Аюпов
- Максим Бузникин
- Александърс Колинко
- Вячеслав Даев
- Евгений Харлачов
- Василий Баранов
- Заза Джанашая
- Руслан Анджинджал
- Беслан Анджинджал
- Иван Завалий
- Егор Криштафович
- Роландас Джяукштас
- Дмитрий Силин
- Сергей Булатов

## Български футболисти
- Даниел Георгиев: 2004-есен (8 мача - 0 гола)
- Антон Карачанаков: 2015 (7 мача - 0 гола)